# Nowojelnia (stacja kolejowa)
Nowojelnia (biał. Наваельня, ros. Новоельня) – stacja kolejowa w miejscowości Nowojelnia, w rejonie zdzięcielskim, w obwodzie grodzieńskim, na Białorusi. Leży na linii Równe – Baranowicze – Wilno.
Stacja istniała przed II wojną światową. Była wówczas najbliższą stacją kolejową dla stolicy województwa Nowogródka. Rozpoczynała tu bieg nieistniejąca obecnie kolej wąskotorowa m.in. do Nowogródka, a w późniejszym okresie linia do Lubczy (obecnie zlikwidowana).